# 87 شمال للإنتاج
87 شمال للإنتاج (بالإنجليزية: 87ELEVEN PRODUCTION)‏ أو 87 شمال للترفيه أو 87 شمال ديسجن هي شركة أمريكية أسسها تشاد ستاهيلسكي وديفيد ليتش. تتركز أساسياتها على أفلام الأكشن و الحركة حيث تختص في مجال الترفيه والمواد الترفيهية للأفلام.

## وصلات خارجية
- 87 شمال للإنتاج على موقع IMDb (الإنجليزية)